# Duché de Dobrzyń
Entités précédentes :
- Duché de Mazovie

Entités suivantes :
- Royaume de Pologne

Le duché de Dobrzyń, (en polonais : Księstwo dobrzyńskie) est un ancien duché de la Pologne médiévale. Dobrzyń nad Wisłą en est la capitale.

## Histoire
En 1227, Conrad Ier, duc de Mazovie et de Cujavie donne à son fils aîné, Boleslas Ier la place forte de Dobrzyń nad Wisłą. En 1229, il s’empare d’une partie du duché de Sandomierz, avec la ville de Radom, qu’il offre à Boleslas en échange de Dobrzyń nad Wisłą qu’il donne à Siemovit, un autre de ses fils. Vers le milieu de l'année 1248, Casimir Ier de Cujavie s'empare de la place forte de Dobrzyń nad Wisłą. À sa mort, ses trois derniers fils Ladislas Ier, Casimir II et Siemovit

## Les ducs de Dobrzyń
- Boleslas Ier de Mazovie (1227-1229)
- Siemovit Ier de Mazovie (1229)-1248)
- Casimir Ier de Cujavie (1248-1267)
- Ladislas Ier de Pologne avec Casimir II de Łęczyca et Siemovit de Dobrzyń (1267-1303)
- Lech d’Inowrocław (1303-1305)
- Przemysl d'Inowrocław (1305-1305)
- Siemovit de Dobrzyń (1305-1312)
- Lech de Dobrzyń avec Ladislas le Bossu et Boleslas de Dobrzyń (1312-1327)
- Ladislas Ier de Pologne (1327-1343)
- Boleslas de Dobrzyń (1343-1352)

## Sources
- (pl) Cet article est partiellement ou en totalité issu de l’article de Wikipédia en polonais intitulé « Księstwo dobrzyńskie » (voir la liste des auteurs).